# Norwegische Badmintonmeisterschaft 1968
Die Norwegische Badmintonmeisterschaft 1968 fand in Sandefjord statt. Es war die 24. Austragung der nationalen Meisterschaften von Norwegen im Badminton.

## Titelträger
| Disziplin    | Sieger                            |
| ------------ | --------------------------------- |
| Herreneinzel | Hans Sperre                       |
| Dameneinzel  | Randi Gulbrandsen                 |
| Herrendoppel | Harald Nettli Hans Sperre         |
| Damendoppel  | Randi Gulbrandsen Ragnhild Holand |
| Mixed        | Hans Sperre Ragnhild Holand       |